# Lytta deserticola
Lytta deserticola är en skalbaggsart som beskrevs av Horn 1870. Lytta deserticola ingår i släktet Lytta och familjen oljebaggar. Inga underarter finns listade i Catalogue of Life.